# 瓦西基 (波爾塔瓦區)
49°34′9″N 34°17′6″E / 49.56917°N 34.28500°E
瓦西基（烏克蘭語：Васьки），是烏克蘭的村落，位於該國中部波爾塔瓦州，由波爾塔瓦區負責管轄，處於波盧濟爾亞河畔，分別距離羅扎伊夫卡1.5公里和安德里伊夫卡2公里，海拔高度95米，2001年人口45。